# 蔡瑩璧
蔡瑩璧 ，GBS，JP（Yvonne Choi Ying-pik，1950年11月17日—），香港公務員，官至首長級甲一級政務官，退休前為香港特區政府財經事務及庫務局常任秘書長（財經事務），後曾任一帶一路專員。

## 簡歷
蔡瑩璧祖籍福建省安海興勝社區蔡厝，1973年畢業於香港大學文學院，同年10月加入香港政府，先後任職翻譯員、勞工主任及貿易主任職系，其後於1989年4月加入政務職系，當時職級為首長級丙級政務官。她於2008年4月晉升為首長級甲一級政務官。
蔡瑩璧曾在多個決策局及部門服務，包括香港駐日內瓦經濟貿易辦事處、前經濟科、前布政司辦公室、前法定語文事務署及前貿易署。
蔡瑩璧所任的重要職位包括：
- 1996年：貿易署副署長
- 1998年11月至2001年8月：工商局副局長
- 2002年1月至2006年3月：政府新聞處處長
- 2006年3月至2007年6月：工商及科技局常任秘書長（工商）
- 2007年7月至2010年：職位改稱為商務及經濟發展局常任秘書長（工商及旅遊科）
- 2016年8月1日至2017年6月30日：一帶一路專員